# PlatinumCars Arena
La PlatinumCars Arena, precedentemente nota come Norrköpings Idrottspark, Nya Parken (2009-2016) e, per ragioni di sponsorizzazione, Östgötaporten (2016-2020), è il principale stadio di calcio di Norrköping, in Svezia. Vi giocano le proprie partite interne l'IFK Norrköping, l'IK Sleipner e l'IF Sylvia.

## Storia
Lo stadio ha origini piuttosto antiche: infatti, fu costruito nel 1903. Il record di pubblico risale al 7 giugno 1956, quando 32 234 persone assistettero all'incontro tra IFK Norrkoping e Malmö FF.
Ha ospitato tre incontri dei Mondiali 1958 e tre degli Europei 1992. Nel biennio 2008-2009 ha subito un importante rinnovamento. Nel settembre 2012 è stato ufficializzato l'accordo che prevede la cessione della struttura dal comune dell'omonima cittadina alla società IFK Norrköping, diventata così proprietario unico. L'accordo è stato stipulato sulla base di una cifra di 308,5 milioni di corone.
L'11 aprile 2016 l'IFK Norrköping ha annunciato un contratto di sponsorizzazione che avrebbe portato l'arena a chiamarsi Östgötaporten fino al 2020.
A partire dal gennaio 2021 l'impianto ha assunto la nuova denominazione di PlatinumCars Arena in virtù di un accordo valido fino al termine dell'anno 2026.

## Caratteristiche
Il vecchio impianto poteva contenere 19 414 spettatori, mentre l'attuale Nya Parken (riaperto appunto nel 2009) ha una capienza pari a 17 234 spettatori distribuiti su quattro tribune, tre delle quali provviste di copertura (l'unico lato privo di tetto è quello destinato agli ospiti). Oltre alla creazione di bar, ristoranti e cabine VIP, è stato introdotto un prato in erba artificiale.